# Opius cynipsidum
Opius cynipsidum är en stekelart som beskrevs av Giraud 1877. Opius cynipsidum ingår i släktet Opius och familjen bracksteklar. Inga underarter finns listade i Catalogue of Life.